# 마이크 마시
마이클 로런스 ("마이크") 마시(Michael Lawrence ("Mike") Marsh, 1967년 8월 4일 ~ )는 전 미국의 단거리달리기 선수이며, 2개의 하계 올림픽에서 3개의 메달(2개의 금메달과 1개의 은메달)을 획득하였다.
로스앤젤레스에서 태어난 마시는 1991년 세계 육상 선수권 대회의 미국 400m 릴레이 팀에 예선들에서 자신의 국제 데뷔를 만들었다. 1992년 미국 올림픽 선발 시합에서 그는 200m에서 마이클 존슨에게 밀려 2위를 하여 올림픽 팀에 이루었다.
바르셀로나 올림픽에서 마시는 선두로 달리는 동안에 선으로부터 10m를 늦춘 준결승전에서 모든 관찰자들을 경악하게 하였으나, 세계 기록보다 100분의 1이나 느린 19.73초에 완주하였다. 이 기록의 향상은 결승전을 위하여 예상되었으나, 마시가 그 기대들에 남지 못하였어도 그는 초기에 선두로 달린 나미비아의 프랭키 프레더릭스를 꺾고 경주를 우승하였다. 그는 400m 릴레이 결승전에서 미국 팀과 함께 37.40초의 세계 기록을 세웠다.
1993년 세계 육상 선수권 대회에서 실망스러운 200m 4위를 하고, 2년 후의 대회에서는 그 종목의 5위를 하였다. 1996년 애틀랜타 올림픽에서는 400m 릴레이 결승전에서 3번째 주자로 달리면서 금메달을 위한 후보로 보였지만 캐나다 팀에 밀려 은메달에 그쳤다.
1997년 세계 육상 선수권 대회에서 100m 결승전에 나가는 데 합격하였으나 발의 부상으로 마지막으로 온 뒤, 그 시즌 후에 국제 육상으로부터 은퇴하였다.